# Іменево (Красноармійський район)
Іме́нево (рос. Именево, чув. Именкасси) — село у складі Красноармійського району Чувашії, Росія. Входить до складу Яншихово-Челлинського сільського поселення.
Населення — 411 осіб (2010; 420 у 2002).
Національний склад:
- чуваші — 98 %